# Rens Blom
Rens Blom (Países Bajos, 1 de marzo de 1977) es un atleta neerlandés, especialista en la prueba de salto con pértiga, con la que ha logrado ser campeón mundial en 2005.

## Carrera deportiva
En el Mundial de Helsinki 2005 ganó la medalla de oro en salto con pértiga, con un salto de 5.80 metros que fue la mejor marca de la temporada, quedando por delante del estadounidense Brad Walker (5.75 metros) y del ruso Pavel Gerasimov (5.65 metros).